# Jardinópolis (kommun i Brasilien, Santa Catarina)
Jardinópolis är en kommun i Brasilien.   Den ligger i delstaten Santa Catarina, i den södra delen av landet, 1 300 km söder om huvudstaden Brasília. Antalet invånare är 1 766.
Omgivningarna runt Jardinópolis är en mosaik av jordbruksmark och naturlig växtlighet. Runt Jardinópolis är det ganska glesbefolkat, med 34 invånare per kvadratkilometer.